# Columbia (rumba)
La columbia es, junto al yambú y el guaguancó, una de las formas en que se ejecuta la rumba cubana. 

## Historia
De raíces congolesas, este ritmo surgió en las zonas rurales ubicadas al sur de la provincia de Matanzas, en la primera década del siglo XX, específicamente en las cercanías del poblado de Unión de Reyes.  Su surgimiento está vinculado a los jornaleros negros que se empleaban en las labores propias de los ingenios de caña de azúcar.  Estos trabajadores, una vez terminada la jornada, se entregaban a los "toques" de la rumba en las fiestas de esos lugares.
El género contó a lo largo de su historia con bailadores importantes como es el caso de José Rosario Oviedo, conocido por el sobrenombre de "Malanga", quien desarrolló un peculiar estilo al marcar los repiques de la música a la vez que se iba pasando un aro de barril entre manos y pies, esto sin perder el ritmo.

## Características
La columbia está emparentada con el bembé que es un ritmo en compás de 6/8 y es el más rápido y  más joven de los tres momentos de la rumba. Como baile es interpretado únicamente por elementos del sexo masculino, a veces incluyendo el empleo de cuchillos.